# Tour de Catalogne 1985
Le Tour de Catalogne 1985 est la 65e édition du Tour de Catalogne, une course cycliste par étapes en Espagne. L’épreuve se déroule sur 7 étapes du 4 au 11 septembre 1985 sur un total de 1285,4 km. Le vainqueur final est le Britannique Robert Millar de l’équipe Peugeot, devant Sean Kelly et Julián Gorospe.

## Étapes
| Étape | Date         | Parcours                                      | km    | Vainqueur d’étape          | Leader du classement général |
| ----- | ------------ | --------------------------------------------- | ----- | -------------------------- | ---------------------------- |
| P     | 4 septembre  | Llançà – Llançà (clm)                         | 3,8   | José Recio (ESP)           | José Recio (ESP)             |
| 1     | 5 septembre  | Llançà – Platja d'Aro                         | 157,7 | Alfonso Gutiérrez (ESP)    | José Recio (ESP)             |
| 2     | 6 septembre  | Platja d'Aro – Puigcerdà                      | 192,2 | Sean Kelly (IRL)           | Vicent Belda (ESP)           |
| 3     | 7 septembre  | Puigcerdà – Manresa                           | 187,7 | José Recio (ESP)           | Vicent Belda (ESP)           |
| 4a    | 8 septembre  | Manresa - Barcelone                           | 97,4  | Bert Oosterbosch (NED)     | Vicent Belda (ESP)           |
| 4b    | 8 septembre  | Esplugues de Llobregat - Sant Sadurní d'Anoia | 118,2 | Steven Rooks (NED)         | Vicent Belda (ESP)           |
| 5     | 9 septembre  | Barcelone - Lleida                            | 182,8 | Juan Martínez Oliver (ESP) | Vicent Belda (ESP)           |
| 6     | 10 septembre | Lleida – Mont Caro (Roquetes)                 | 185,0 | Alirio Chizabas (COL)      | Vicent Belda (ESP)           |
| 7a    | 11 septembre | Tortosa – Tortosa (clm)                       | 22,6  | José Recio (ESP)           | Robert Millar (GBR)          |
| 7b    | 11 septembre | Tortosa – Salou                               | 138   | Joan Caldentey (ESP)       | Robert Millar (GBR)          |

### Prologue[1]
04-09-1985: Llançà – Llançà, 3,8 km. (clm):
|   | Cycliste                   | Équipe            | Temps      |
| - | -------------------------- | ----------------- | ---------- |
| 1 | José Recio (ESP)           | Kelme             | 4 min 56 s |
| 2 | Bert Oosterbosch (NED)     | Panasonic-Raleigh | m.t        |
| 3 | Juan Martínez Oliver (ESP) | Dormilón          | + 4 s      |

|   | Cycliste                   | Équipe            | Temps      |
| - | -------------------------- | ----------------- | ---------- |
| 1 | José Recio (ESP)           | Kelme             | 4 min 56 s |
| 2 | Bert Oosterbosch (NED)     | Panasonic-Raleigh | m.t        |
| 3 | Juan Martínez Oliver (ESP) | Dormilón          | + 4 s      |

### 1reétape[2]
05-09-1985: Llançà – Platja d'Aro, 157,7:
|   | Cycliste                | Équipe              | Temps           |
| - | ----------------------- | ------------------- | --------------- |
| 1 | Alfonso Gutiérrez (ESP) | Teka                | 4 h 13 min 30 s |
| 2 | Sean Kelly (IRL)        | Skil-Kas-Miko-Heuer | m.t.            |
| 3 | Bruno Wojtinek (FRA)    | Renault-Elf         | m.t.            |

|   | Cycliste                  | Équipe                 | Temps           |
| - | ------------------------- | ---------------------- | --------------- |
| 1 | José Recio (ESP)          | Kelme                  | 4 h 18 min 26 s |
| 2 | Jesús Blanco Villar (ESP) | Teka                   | + 6 s           |
| 3 | Allan Peiper (AUS)        | Peugeot-Shell-Michelin | + 8 s           |

### 2eétape[3]
06-09-1985: Platja d'Aro – Puigcerdà, 192,2 km.:
|   | Cycliste           | Équipe              | Temps           |
| - | ------------------ | ------------------- | --------------- |
| 1 | Sean Kelly (IRL)   | Skil-Kas-Miko-Heuer | 5 h 14 min 11 s |
| 2 | Jörg Müller (SUI)  | Skil-Kas-Miko-Heuer | + 2 s           |
| 3 | Vicent Belda (ESP) | Kelme               | m. t.           |

|   | Cycliste            | Équipe              | Temps           |
| - | ------------------- | ------------------- | --------------- |
| 1 | Vicent Belda (ESP)  | Kelme               | 9 h 32 min 49 s |
| 2 | Jörg Müller (SUI)   | Skil-Kas-Miko-Heuer | + 1 s           |
| 3 | Theo de Rooij (NED) | Panasonic-Raleigh   | + 2 s           |

### 3eétape[4]
07-09-1985: Puigcerdà – Manresa, 187,7 km.:
|   | Cycliste                | Équipe              | Temps           |
| - | ----------------------- | ------------------- | --------------- |
| 1 | José Recio (ESP)        | Kelme               | 4 h 36 min 46 s |
| 2 | Sean Kelly (IRL)        | Skil-Kas-Miko-Heuer | + 9 s           |
| 3 | José María Moreno (ESP) | Dormilón            | m.t.            |

|   | Cycliste            | Équipe              | Temps            |
| - | ------------------- | ------------------- | ---------------- |
| 1 | Vicent Belda (ESP)  | Kelme               | 14 h 09 min 44 s |
| 2 | Jörg Müller (SUI)   | Skil-Kas-Miko-Heuer | + 1 s            |
| 3 | Theo de Rooij (NED) | Panasonic-Raleigh   | + 2 s            |

### 4eétape A[5]
08-09-1985: Manresa - Barcelone, 97,4 km.:
| Résultat de la 4e étape A \| \| Cycliste \| Équipe \| Temps \| \| - \| ------------------------- \| ----------------- \| --------------- \| \| 1 \| Bert Oosterbosch (NED) \| Panasonic-Raleigh \| 2 h 16 min 52 s \| \| 2 \| Philippe Bouvatier (FRA) \| Renault-Elf \| m.t. \| \| 3 \| José Ángel Sarrapio (ESP) \| Teka \| + 13 s \| |                           |                   |                 |
| | Cycliste                  | Équipe            | Temps           |
| 1 | Bert Oosterbosch (NED)    | Panasonic-Raleigh | 2 h 16 min 52 s |
| 2 | Philippe Bouvatier (FRA)  | Renault-Elf       | m.t.            |
| 3 | José Ángel Sarrapio (ESP) | Teka              | + 13 s          |

### 4eétape B[5]
08-09-1985: Esplugues de Llobregat - Sant Sadurní d'Anoia, 118,2 km.:
|   | Cycliste              | Équipe            | Temps           |
| - | --------------------- | ----------------- | --------------- |
| 1 | Steven Rooks (NED)    | Panasonic-Raleigh | 2 h 57 min 17 s |
| 2 | Federico Echave (ESP) | Teka              | + 1 s           |
| 3 | Juan Fernández (ESP)  | Zor-Gemeaz        | + 3 s           |

|   | Cycliste           | Équipe              | Temps            |
| - | ------------------ | ------------------- | ---------------- |
| 1 | Vicent Belda (ESP) | Kelme               | 19 h 24 min 27 s |
| 2 | Jörg Müller (SUI)  | Skil-Kas-Miko-Heuer | + 1 s            |
| 3 | Antonio Coll (ESP) | Teka                | + 2 s            |

### 5eétape[6]
09-09-1985: Barcelone - Lleida, 182,8 km. :
|   | Cycliste                   | Équipe                 | Temps           |
| - | -------------------------- | ---------------------- | --------------- |
| 1 | Juan Martínez Oliver (ESP) | Reynolds               | 4 h 38 min 31 s |
| 2 | Allan Peiper (AUS)         | Peugeot-Shell-Michelin | + 5 min 13 s    |
| 3 | Marc Madiot (ESP)          | Renault-Elf            | + 5 min 14 s    |

|   | Cycliste           | Équipe              | Temps            |
| - | ------------------ | ------------------- | ---------------- |
| 1 | Vicent Belda (ESP) | Kelme               | 24 h 09 min 12 s |
| 2 | Jörg Müller (SUI)  | Skil-Kas-Miko-Heuer | + 1 s            |
| 3 | Antonio Coll (ESP) | Teka                | + 2 s            |

### 6eétape[7]
10-09-1985: Lleida – Mont Caro (Roquetes), 185 km.:
|   | Cycliste              | Équipe                 | Temps           |
| - | --------------------- | ---------------------- | --------------- |
| 1 | Alirio Chizabas (COL) | Kelme                  | 5 h 37 min 10 s |
| 2 | Vicent Belda (ESP)    | Kelme                  | + 1 s           |
| 3 | Robert Millar (GBR)   | Peugeot-Shell-Michelin | + 7 s           |

|   | Cycliste            | Équipe                 | Temps            |
| - | ------------------- | ---------------------- | ---------------- |
| 1 | Vicent Belda (ESP)  | Kelme                  | 29 h 46 min 23 s |
| 2 | Robert Millar (GBR) | Peugeot-Shell-Michelin | + 21 s           |
| 3 | Sean Kelly (IRL)    | Skil-Kas-Miko-Heuer    | + 28 s           |

### 7eétape A[8]
11-09-1985: Tortosa – Tortosa, 22,6 km. (clm):
| Résultat de la 7e étape A \| \| Cycliste \| Équipe \| Temps \| \| - \| -------------------- \| ------------------- \| ----------- \| \| 1 \| José Recio (ESP) \| Kelme \| 27 min 48 s \| \| 2 \| Julián Gorospe (ESP) \| Reynolds \| + 21 s \| \| 3 \| Sean Kelly (IRL) \| Skil-Kas-Miko-Heuer \| + 29 s \| |                      |                     |             |
| | Cycliste             | Équipe              | Temps       |
| 1 | José Recio (ESP)     | Kelme               | 27 min 48 s |
| 2 | Julián Gorospe (ESP) | Reynolds            | + 21 s      |
| 3 | Sean Kelly (IRL)     | Skil-Kas-Miko-Heuer | + 29 s      |

### 7eétape B[8]
11-09-1985: Tortosa – Salou, 138 km.:
|   | Cycliste                | Équipe              | Temps           |
| - | ----------------------- | ------------------- | --------------- |
| 1 | Joan Caldentey (ESP)    | Hueso               | 3 h 36 min 52 s |
| 2 | Sean Kelly (IRL)        | Skil-Kas-Miko-Heuer | + 8 min 21 s    |
| 3 | Noël Dejonckheere (BEL) | Teka                | m.t.            |

|   | Cycliste             | Équipe                 | Temps            |
| - | -------------------- | ---------------------- | ---------------- |
| 1 | Robert Millar (GBR)  | Peugeot-Shell-Michelin | 34 h 00 min 18 s |
| 2 | Sean Kelly (IRL)     | Skil-Kas-Miko-Heuer    | + 3 s            |
| 3 | Julián Gorospe (ESP) | Reynolds               | + 35 s           |

## Classement général
|    | Cycliste               | Équipe                 | Temps            |
| -- | ---------------------- | ---------------------- | ---------------- |
| 1  | Robert Millar (GBR)    | Peugeot-Shell-Michelin | 34 h 00 min 18 s |
| 2  | Sean Kelly (IRL)       | Skil-Kas-Miko-Heuer    | + 3 s            |
| 3  | Julián Gorospe (ESP)   | Reynolds               | + 35 s           |
| 4  | Vicent Belda (ESP)     | Kelme                  | + 36 s           |
| 5  | Pacho Rodríguez (COL)  | Zor-Gemeaz             | + 1 min 42 s     |
| 6  | Robert Forest (FRA)    | Peugeot-Shell-Michelin | + 2 min 06 s     |
| 7  | Álvaro Pino (ESP)      | Zor-Gemeaz             | + 2 min 38 s     |
| 8  | Celestino Prieto (ESP) | Reynolds               | + 2 min 47 s     |
| 9  | Pedro Delgado (ESP)    | MG-Orbea               | + 3 min 17 s     |
| 10 | Federico Echave (ESP)  | Teka                   | + 3 min 53 s     |

## Classements annexes
|   | Cycliste               | Équipe   | Points    |
| - | ---------------------- | -------- | --------- |
| 1 | Celestino Prieto (ESP) | Reynolds | 35 Points |
| 2 | Vicent Belda (ESP)     | Kelme    | 33 Points |
| 3 | Felipe Yáñez (ESP)     | MG-Orbea | 28 Points |

|   | Cycliste                      | Équipe   | Points    |
| - | ----------------------------- | -------- | --------- |
| 1 | Jokin Mujika (ESP)            | MG-Orbea | 13 Points |
| 2 | Carlos Machín Rodríguez (ESP) | Hueso    | 8 Points  |
| 3 | Joan Caldentey (ESP)          | Hueso    | 6 Points  |

|   | Cycliste           | Équipe              | Points     |
| - | ------------------ | ------------------- | ---------- |
| 1 | Sean Kelly (IRL)   | Skil-Kas-Miko-Heuer | 121 Points |
| 2 | Vicent Belda (ESP) | Kelme               | 57 Points  |
| 3 | José Recio (ESP)   | Kelme               | 49 Points  |

|   | Équipe              | Pays    | Temps             |
| - | ------------------- | ------- | ----------------- |
| 1 | Reynolds            | Espagne | 102 h 07 min 36 s |
| 2 | Zor-Gemeaz          | Espagne | + 2 min 01 s      |
| 3 | Skil-Kas-Miko-Heuer | France  | + 2 min 13 s      |